# Bauer Emil
Bauer Emil (Budapest, 1883. január 15. – Sydney, Ausztrália, 1956.) zsidó származású magyar építész.

## Élete
Bauer József (1839–1912) mérnök és Scheer Laura fiaként született zsidó vallású családban. 1904-ben a budapesti József Műegyetemen építészmérnöki oklevelet szerzett. 1907 és 1918 között Guttmann Gyula építésszel közös irodát tartott fenn Budapesten. 
A két világháború között önálló irodát vezetett. Számos bérházat, társasszállót, mozit és gyárat tervezett önállóan, többnyire neobarokk stílusban. Az 1930-as években szállodaként is használható modern garzonházak építését kezdeményezte a Sváb-hegyen. 
1945-ben Ausztráliába ment, ahol főként iskolaépületek fűződnek a nevéhez.
Házastársa Pollák Margit volt, Pollák Gusztáv és Steiner Hermina lánya, akivel 1907. április 4-én Székesfehérváron kötött házasságot. Margit és Piroska nevű leányai születtek.

## Ismert épületei

### Guttmann Gyulával közösen tervezett épületek
- 1909–1911: Deutsch-áruház, Székesfehérvár, Városház tér / Vasvári Pál utca 1. (1936-ban a Fő tér képének rendezése során átépítették, fém-üveg kupoláját és a szecessziós díszeit eltávolították, napjainkban Alexandra Könyváruházként működik)[7][8]
- 1910: Enyedi-villa, Budapest, Fillér u. 26.[7][9]
- 1911–1912: Lakóház, Budapest, Kálvária tér 14.[10]
- 1911: Vasúti és Hajózási Klub Palotája, Budapest, Csengeri u. 68.[7][11]
- 1911–1912: Trombitás-ház, Budapest, Szilágyi Erzsébet fasor 19.[7][12]
- 1911: Lakóház, Budapest, Népszínház u. 32.[7][13]
- 1913–1914: Lakóház, Budapest, Cházár András u. 18.[7][14]

### Önállóan tervezett épületek
- 1907: Lakóház, Budapest, Városmajor utca 57.[15]
- 1910: Bauer-villa, Hódmezővásárhely, Bajcsy-Zsilinszky u. 60.[7]
- 1920-as évek: Káry-villa, Budapest, Dózsa György út 74. (tervezte: Wellisch Alfréd, 1881, Bauer emeletbővítést hajtott végre rajta)[16]
- 1922: Corvin mozi és tömbje, Budapest, Corvin köz 1.[17]
- 1926: UFA mozi (Szikra mozi, Metró mozi, ma: Ruttkai Éva Színház), Budapest,  Teréz körút
- 1926–1927: Farkasréti lakótelep (ma: Kiss János altábornagy utcai lakótelep), Budapest, Kiss János utcai 56-80.[18]
- 1927: Budavidéki Kőszénbánya Rt., Egercsehi Kőszénbánya, Portlandcementgyár Nyugdíjintézetének palotája, Budapest, Stollár Béla u. 3.[19]
- 1929: Robitsek József (Országos Iparbank Részvénytársaság cégvezető) lakóháza, Budapest, Muskátli utca 12.
- 1932: Lakóház, Budapest, Törpe u. 1/b. (2017-ben elbontásra került)[6]
- 1936–1937: Majestic szálló, Budapest, Karthauzi u. 4/a.[6]
- 1937–1938: Mirabel szálló, Budapest, Karthauzi u. 6.[6]

### Síremlékek
- 1933: Vágó László síremléke, Budapest, Farkasréti izraelita temető, Érdi út 9.[20]

### Tervben maradt épületek
- 1904: Turistaház, helyszín megjelölése nélkül[7]
- 1913: Budai zsinagóga, Budapest, Széll Kálmán tér[7]
- 1928: Fővárosi Szeretet Otthon (ma: Bajcsy-Zsilinszky Kórház), Budapest, Maglódi út 89-91. (Weimess Mariannal közös munka)[21]

## Képtár

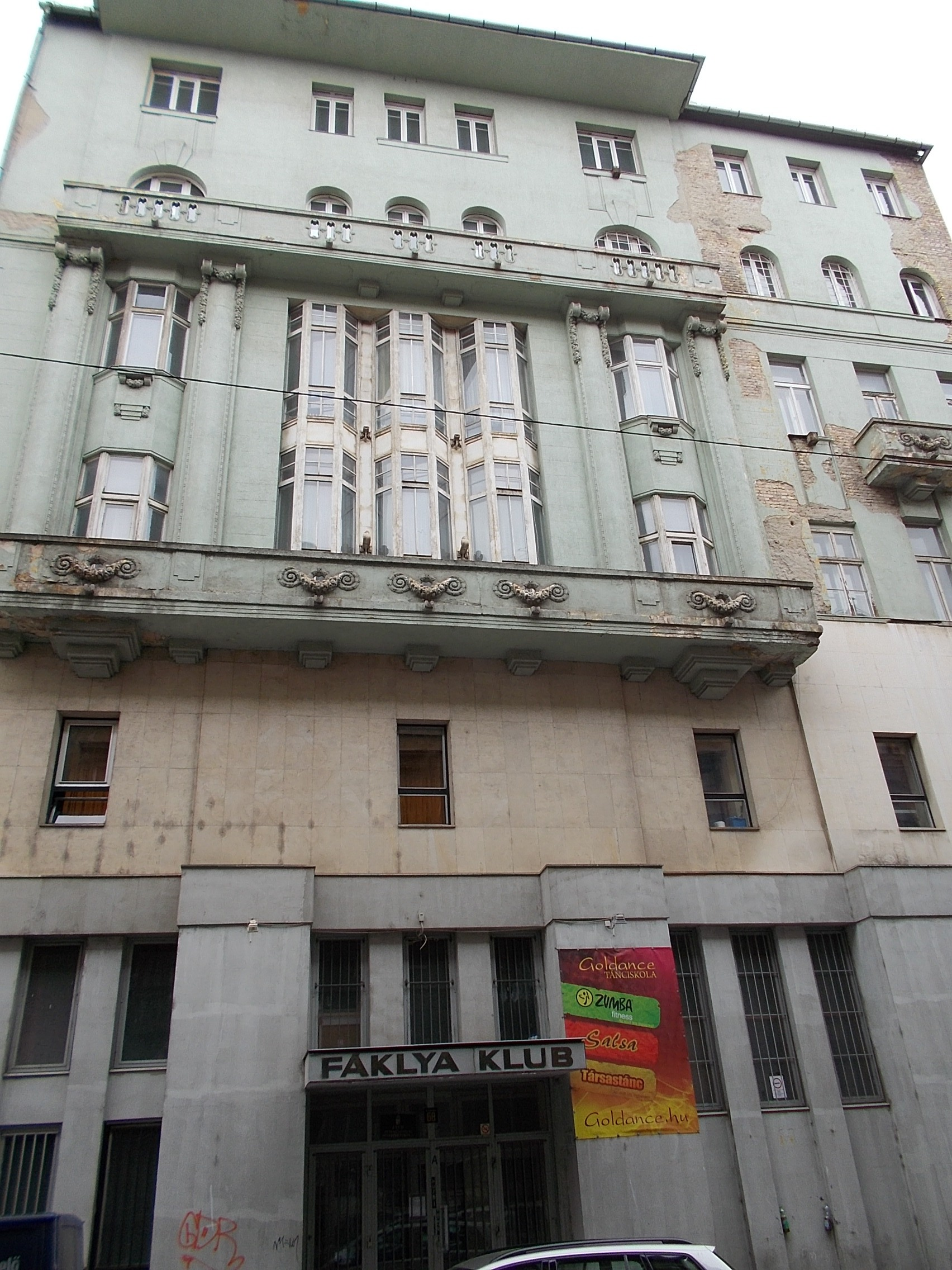
Vasúti és Hajózási Klub Palotája, Budapest, Csengeri u. 68.
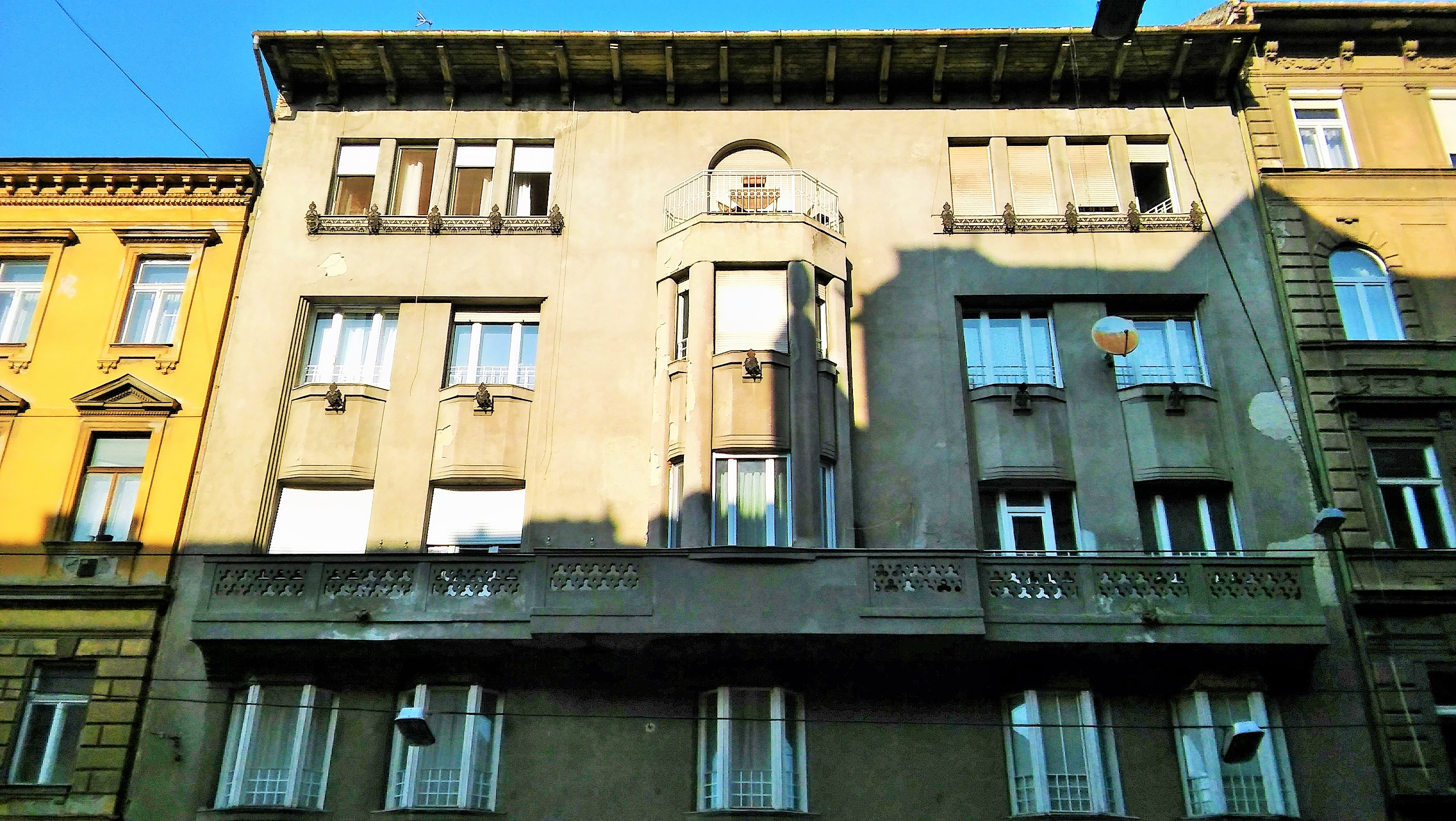
bérház, Budapest, Népszínház u. 32.
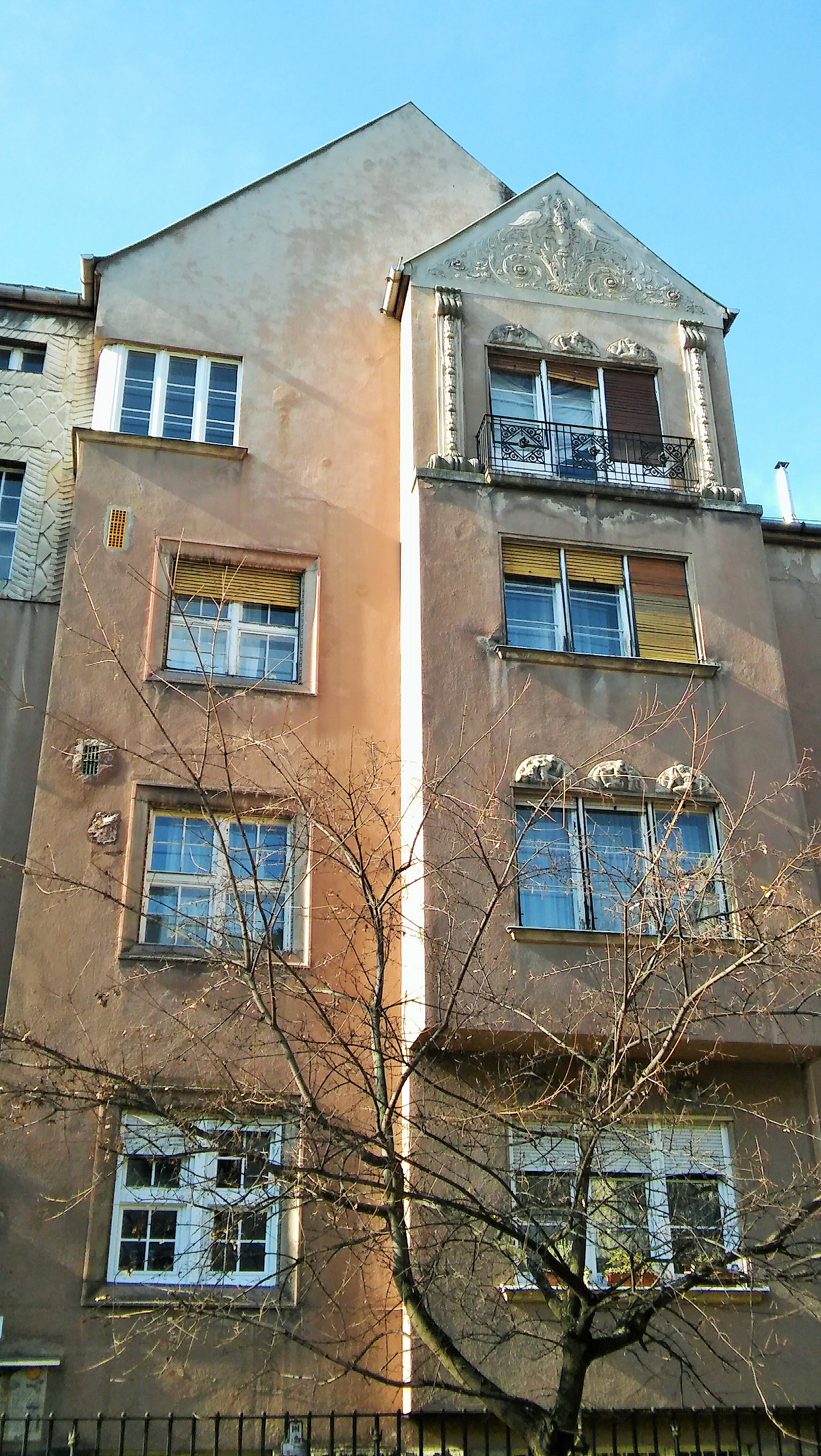
Lakóház, Budapest, Cházár András u. 18.
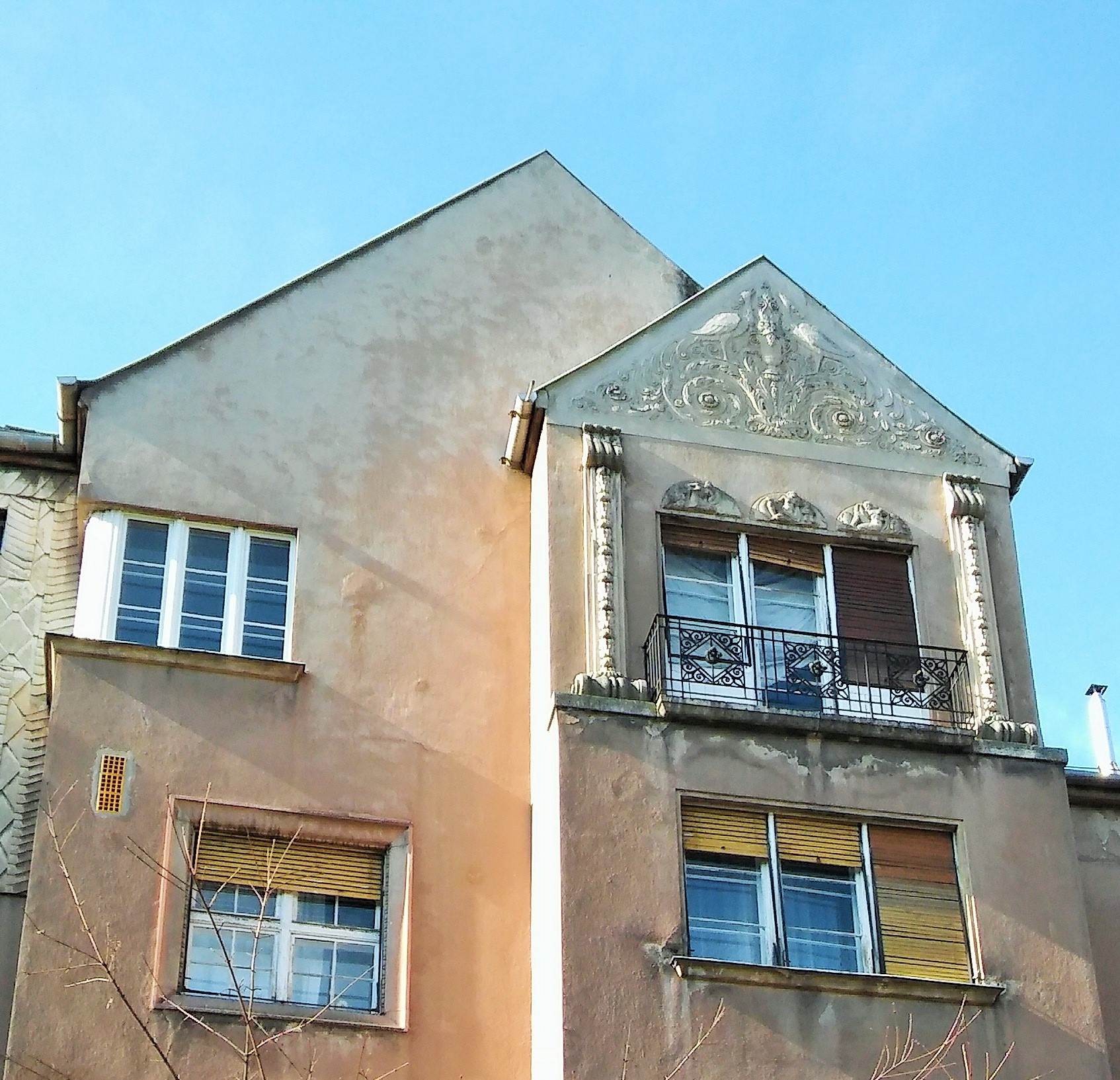
Lakóház, Budapest, Cházár András u. 18. (részlet)
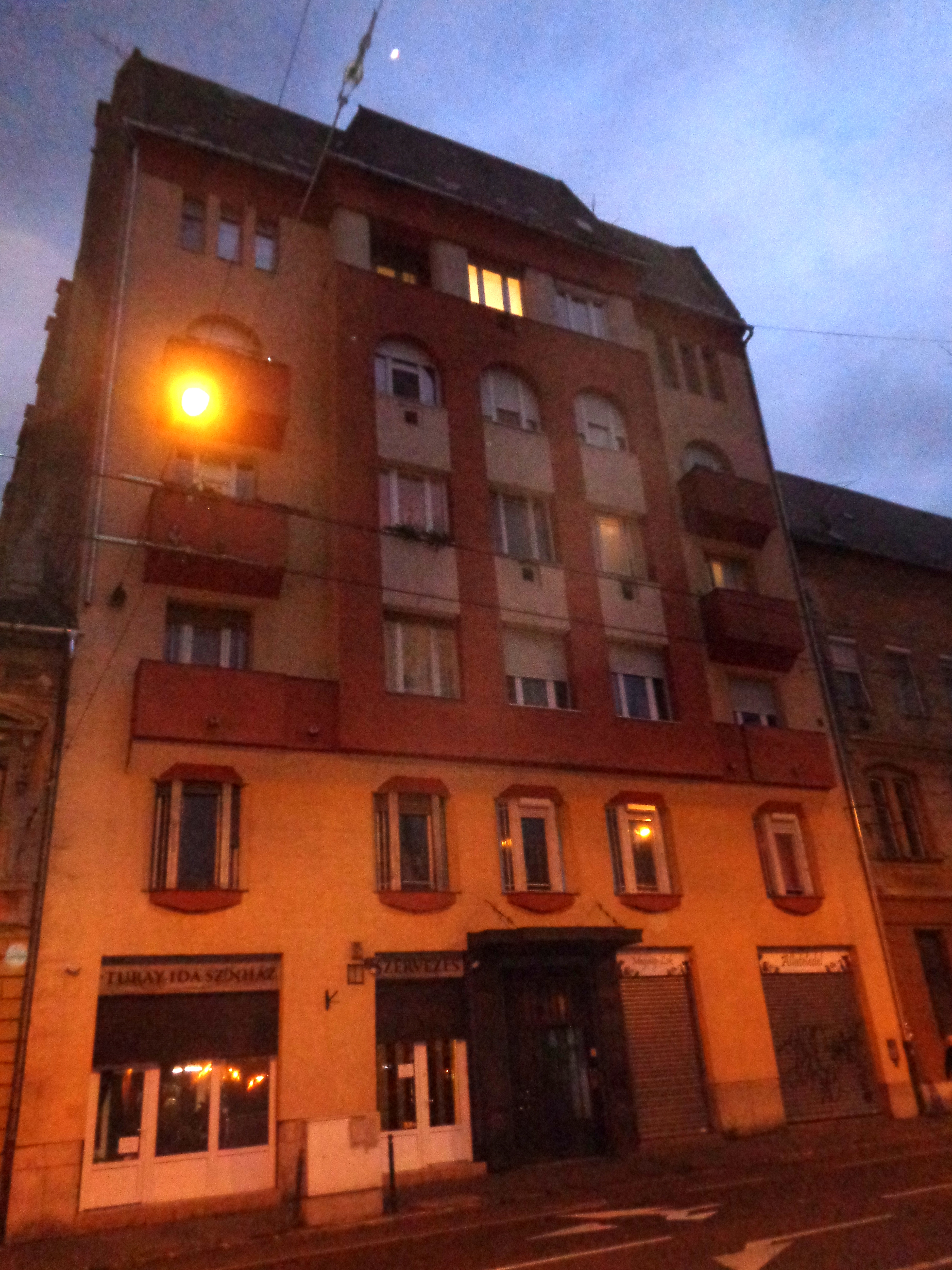
Lakóház, Budapest, Kálvária tér 14.
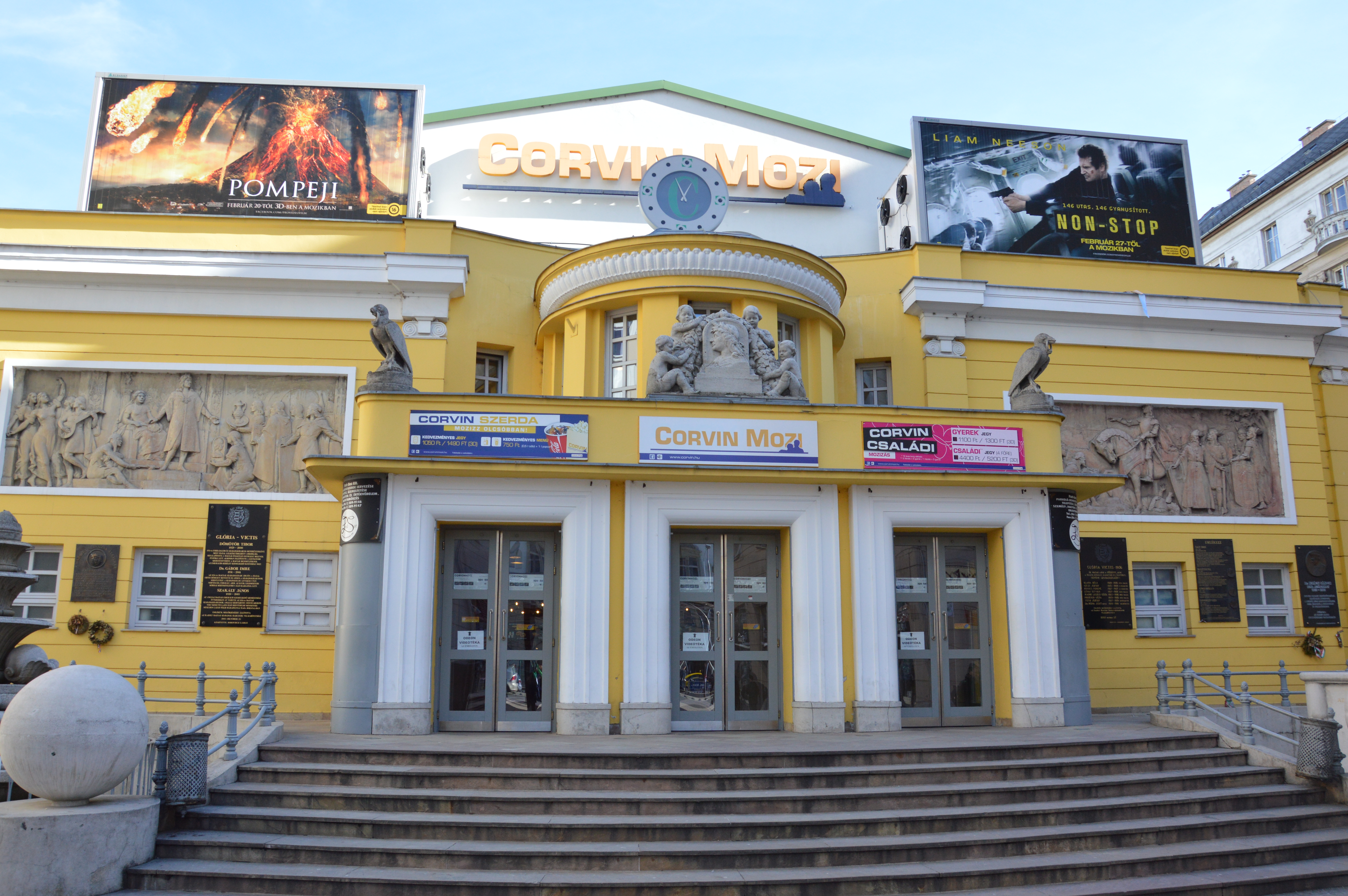
Corvin mozi, Budapest, Corvin köz 1.
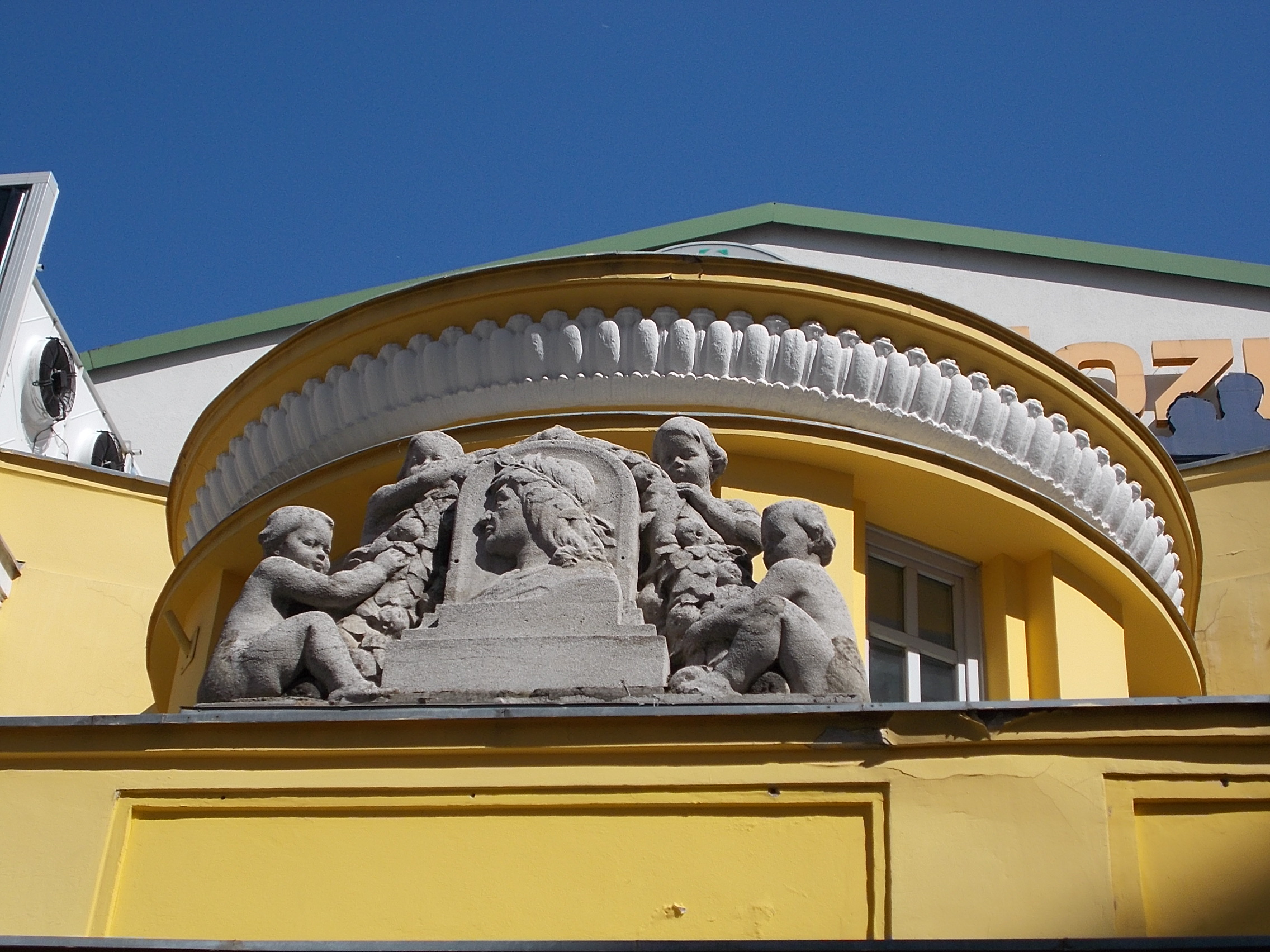
Corvin mozi, Budapest, Corvin köz 1. (részlet)
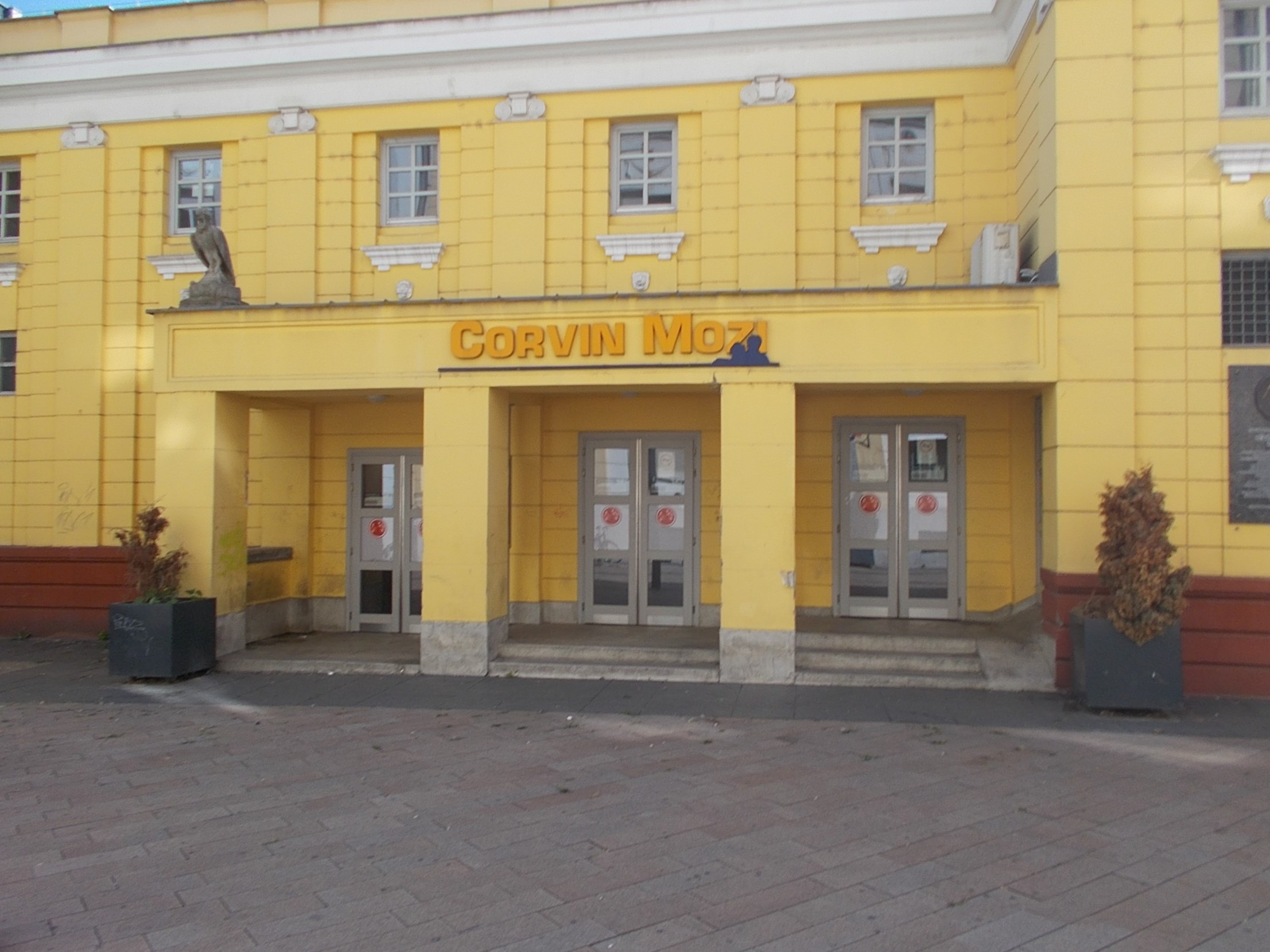
Corvin mozi, Budapest, Corvin köz 1. (részlet)
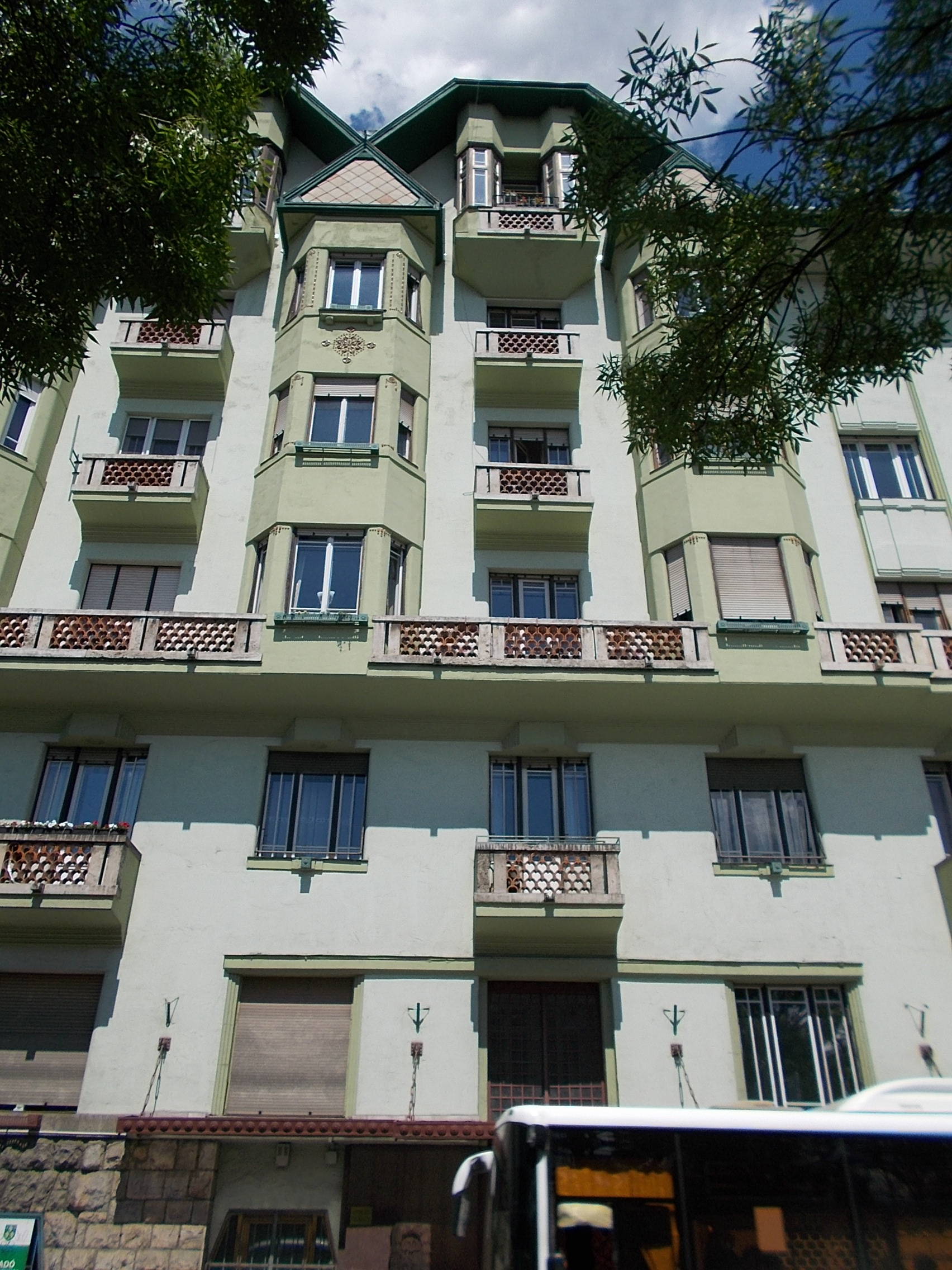
Trombitás-ház, Budapest, Szilágyi Erzsébet fasor 19.
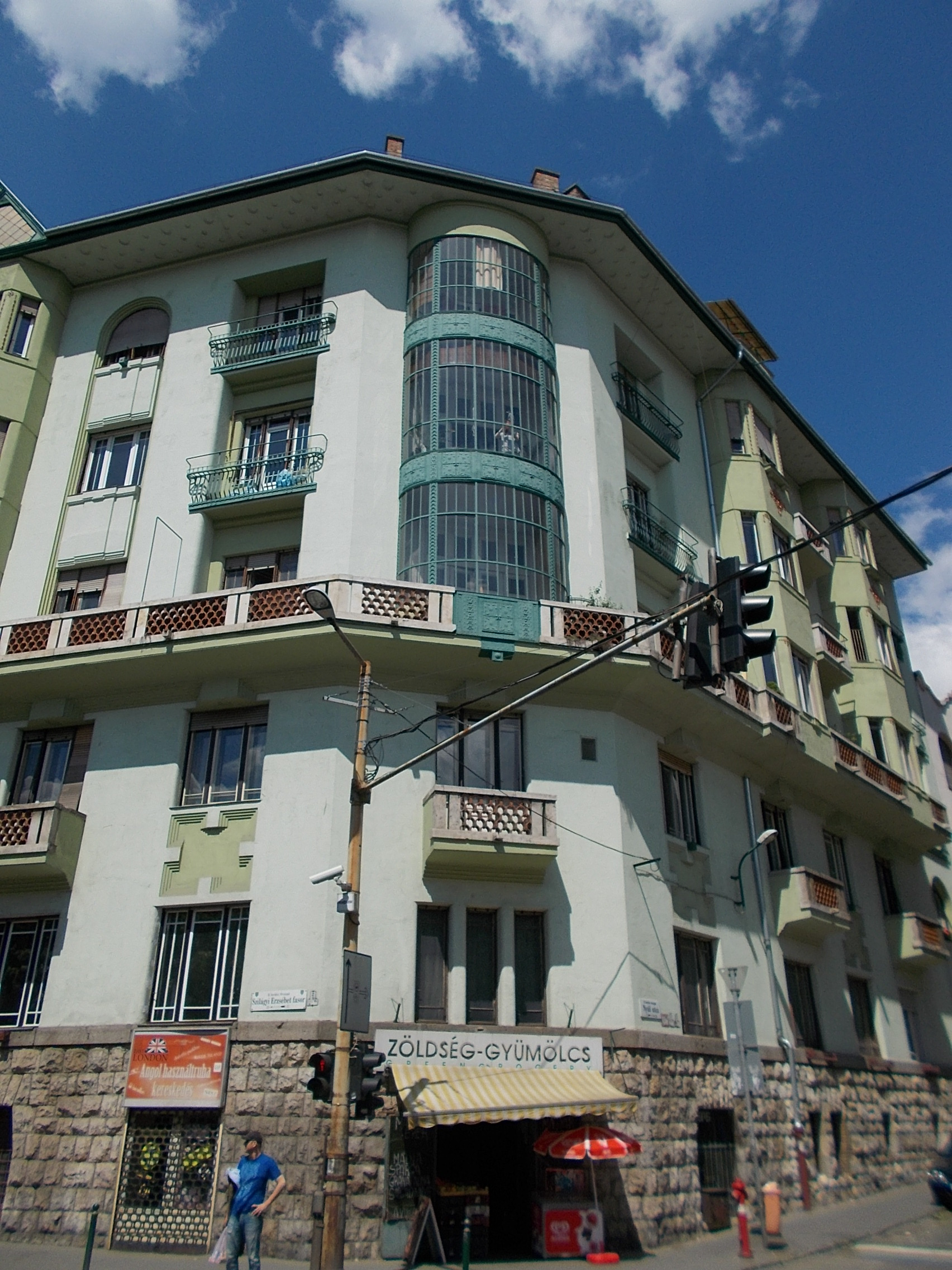
Trombitás-ház, Budapest, Szilágyi Erzsébet fasor 19.
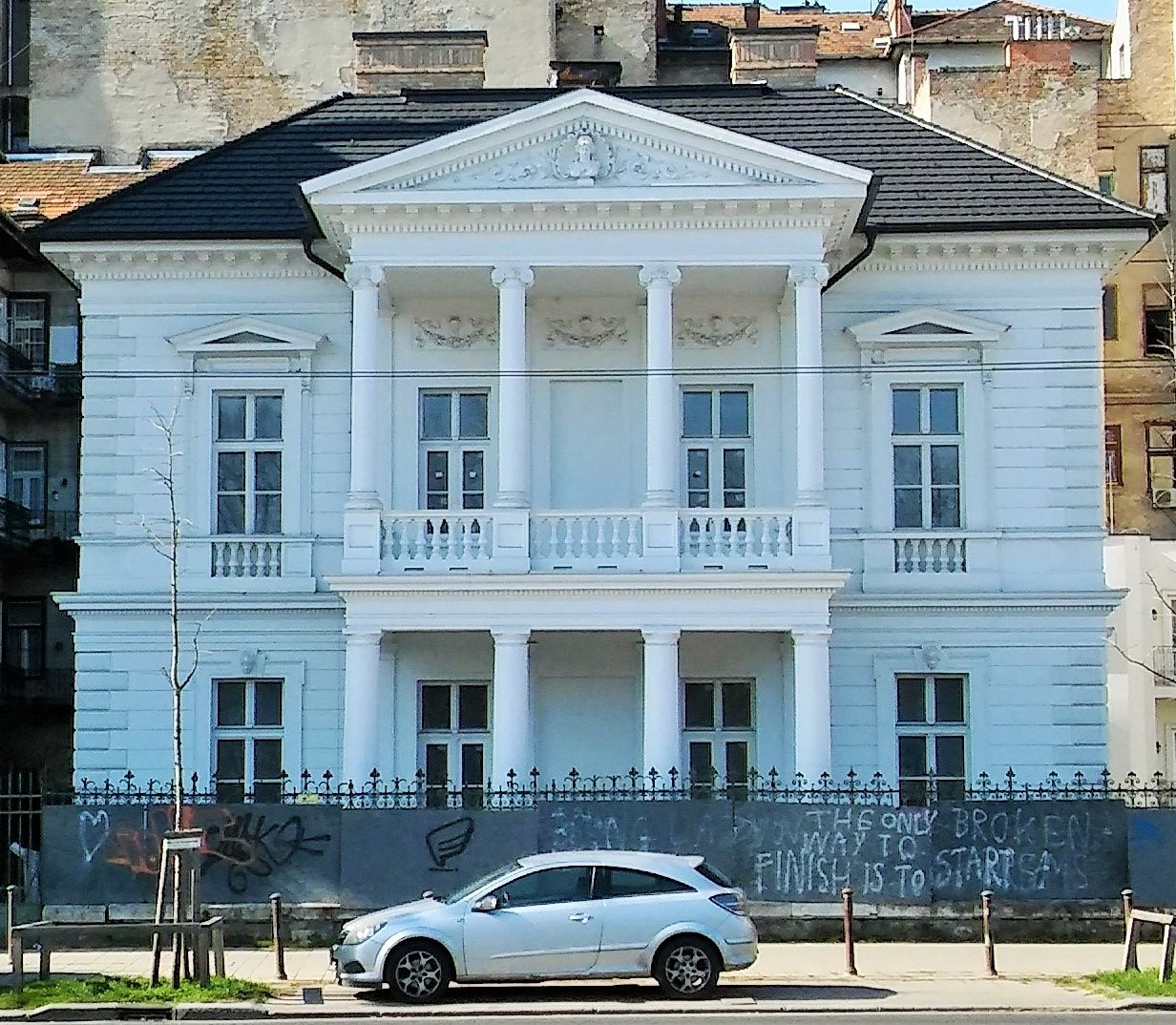
Káry-villa, Budapest, Dózsa György út 74. (csak emeletbővítés)
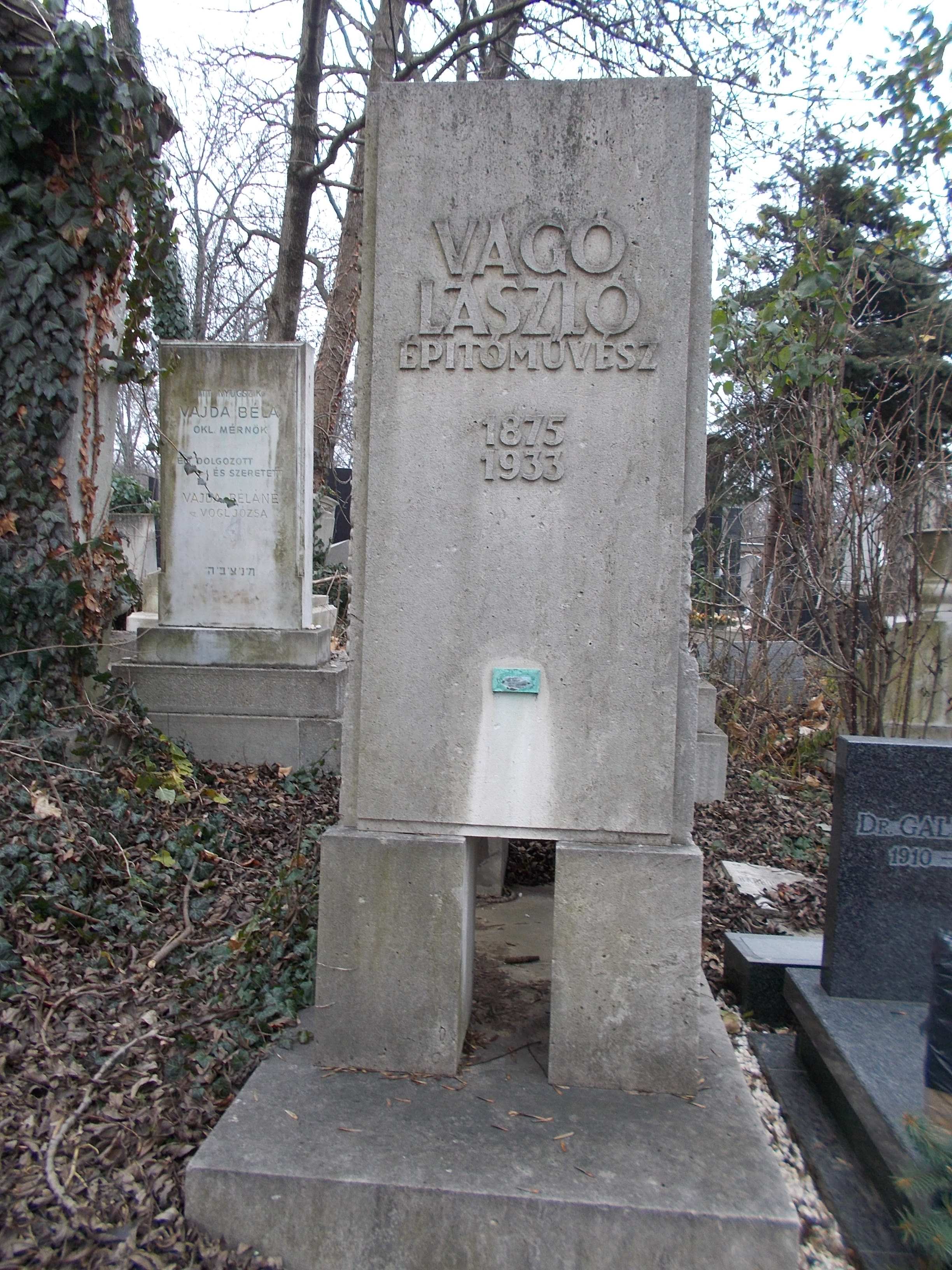
Vágó László síremléke, Budapest, Farkasréti zsidó temető, Érdi út 9.